# Dennis Grote
Dennis Grote (Kaiserslautern, 9 agosto 1986) è un calciatore tedesco, centrocampista del Bochum II.

## Carriera
È stato tra i giocatori della nazionale tedesca Under-21 che nel 2009 in Svezia ha vinto il campionato europeo di categoria.

## Palmarès

### Club

#### Competizioni nazionali
- Campionato tedesco di seconda divisione: 1

Bochum: 2005-2006